# Beechcraft MQM-61 Cardinal
Beechcraft MQM-61 Cardinal − беспилотный самолёт-мишень компании Beechcraft.

## Общие сведения

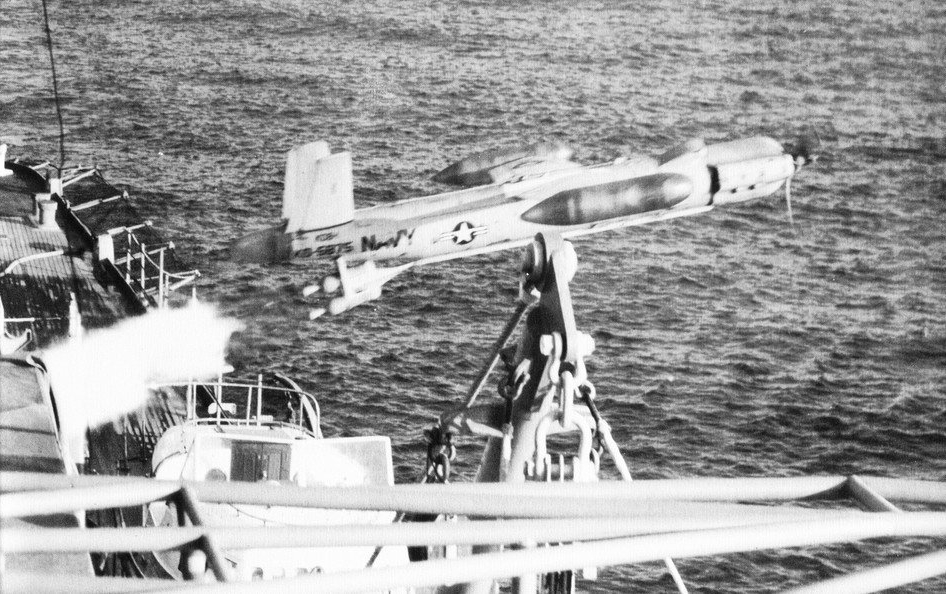
Пуск MQM-61 с корабля «Бостон»

MQM-61 на выставке в Музее авиационных беспилотных транспортных средств

MQM-61 на выставке в Мемориальном парке линкора USS Alabama

В 1955 году компания Beechcraft разработала модель 1001 по заказу ВМС США, которым требовался самолёт-мишень для обучения морских лётчиков применять ракеты «воздух-воздух».
Производство беспилотника началось в 1959 году уже под названием Beechcraft MQM-61 Cardinal. Для армии США была создана аналогичная модель мишени, под обозначением MQM-61A. Также был разработан вариант с турбореактивным двигателем, получивший обозначение Model 1025-TJ, однако заказчиков не нашлось.
MQM-61A представлял собой моноплан с V-образным оперением. Приводился в действие шестицилиндровым двигателем McCulloch TC6150-J-2 с воздушным охлаждением и двухтактным поршневым двигателем мощностью 94 кВт (125 л. с.), приводившим в движение двухлопастный винт.
Он мог нести две мишени малого размера под каждым крылом. Запускался с катапульты, приземлялся на парашюте.
Всего было построено 2200 кардиналов всех вариантов, большинство из которых были предназначены для армии США, а остальные эксплуатировались ВМС США, корпусом морской пехоты США.

## Сохранившиеся образцы
- MQM-61 на выставке в Музее авиационных беспилотных транспортных средств в Каддо-Миллс, штат Техас
- MQM-61 на выставке в Мемориальном парке линкора USS Alabama в городе Мобил, штат Алабама

## Технические характеристики
- Экипаж: Нет
- Длина: 4,60 м
- Размах крыла: 3,95 м
- Высота: 1,02 м
- Полная масса: 301 кг
- Силовая установка: 1 × McCulloch TC6150-J-2 , 125 л. с. (94 кВт)

- Максимальная скорость: 560 км/ч
- Длительность полёта: 1 час
- Практический потолок: 13100 м